# Tetrix zhengi
Tetrix zhengi är en insektsart som beskrevs av Jiang, G. 1994. Tetrix zhengi ingår i släktet Tetrix och familjen torngräshoppor. Inga underarter finns listade i Catalogue of Life.